# Vichera (oblast de Novgorod)
Ne doit pas être confondu avec Vichera (krai de Perm).
Pour les articles homonymes, voir Vichera (homonymie).
La Vichera (russe : Вишера) est une rivière des raïons de Malovicherski et de Novgorodski, dans l'oblast de Novgorod, en Russie, un affluent droit du Mali Volkhovets, donc un sous-affluent du Volkhov. Elle est longue de 64 km et son bassin s'étend sur 1 100 km2.